# ユートピアは見えてるのに
「ユートピアは見えてるのに」（ゆーとぴあはみえてるのに）は、DEENの27thシングル。

## 作品解説
- この年、「翼を風に乗せて〜fly away〜」に続いて、オリコントップ10以内を記録。

## 収録曲
1. ユートピアは見えてるのに
作詞:池森秀一 作曲:土田則行 編曲:DEEN&大平勉
2. Re-Birth
作詞:池森秀一 作曲:田川伸治 編曲:DEEN
3. ユートピアは見えてるのに ～instrumental～
4. Re-Birth ～instrumental～

## 収録アルバム
- 『UTOPIA』(#1、〜Twilight style〜 (Al Schmitt MIX))
- 『DEEN PERFECT SINGLES +』(#1)
- 『Another Side Memories〜Precious Best〜』(#2)
- 『DEENAGE MEMORY -20周年記念ベストアルバム-』(#1)
- 『DEEN The Best FOREVER 〜Complete Singles +〜』(#1)

## 参加ミュージシャン
- DEEN
  - 池森秀一: Vocal&Back-up Vocals
  - 山根公路: Keyboard, Back-up Vocals&Synthesizer Programing
  - 田川伸治: Guitar, Percussion&Synthesizer Programing
- Guest Musicians
  - 沼澤尚: Drums (#1,2)
  - 大平勉: Wurlitzer&Synthesizer Programing (#1)
  - 佐々木史郎: Trumpet&Flugelhorn (Tp#1,2 Flh#2)
  - 河合わかば: Trombone (#1,2)
  - 入日茜、Ko-saku: Back-up Vocals (#1,2) 他...

## タイアップ
- テレビ朝日系列「ビートたけしのTVタックル」エンディングテーマ。